# Mccheta-Mtianetie
Mccheta-Mtianetie (gruzínsky მცხეთა-მთიანეთი – Mccheta Mtianeti) je gruzínský kraj (gruz. mchare) nacházející se ve střední až severovýchodní části Gruzie, kde hraničí s Ruskem. Kraj se skládá z krajského města Mcchety s jeho okolím a horských oblastí Mtianetie. Kraj sousedí na západě s krajem Šida Kartli, na jihu s Kvemo Kartli a hlavním městem Tbilisi a na východě s Kachetií.

## Základní údaje
Kraj se rozkládá na území o rozloze 6785 km², čímž zaujímá necelých 10 % rozlohy Gruzie. Podle údajů ze sčítání lidu z roku 2014 žije v kraji 94 573 obyvatel, z čehož plyne malá hustota osídlení. Většina (přes 94,5 % obyvatel) je gruzínské národnosti. Nejvýraznější národnostní menšiny v kraji jsou Ázerbájdžánci 2,4 %, Oseti 1,4 %, Asyřané, Rusové a Arméni.

## Geografie

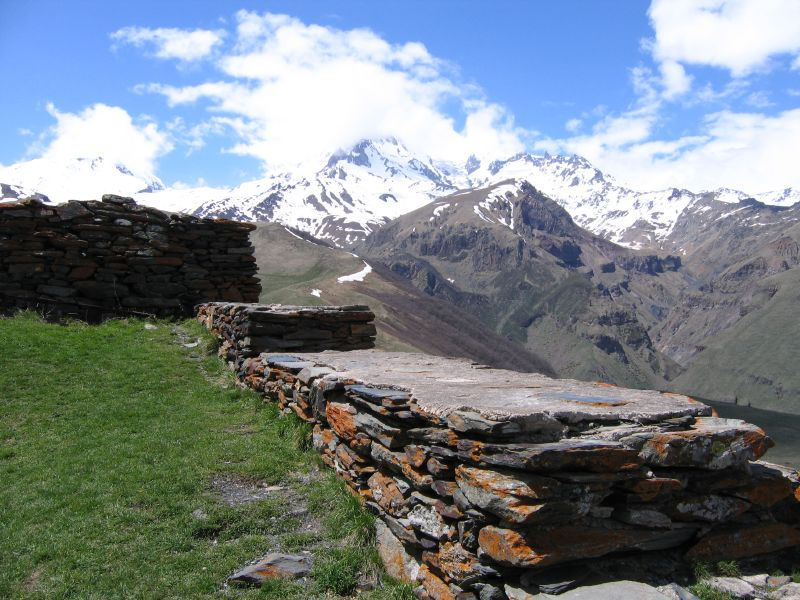
Pohled na vysokohorskou krajinu Velkého Kavkazu v Kazbegi na severu kraje

Terén je v Mcchetě-Mtianetii, podobně jako v ostatních gruzínských krajích, členitý. Z jihu od hlavního města se krajina postupně podél toku řeky Aragvi zvedá z nadmořské výšky kolem 400 metrů nad mořem až do výšky 4 až 5 tisíc metrů nad mořem na severu kraje, kudy prochází hřeben Velkého Kavkazu. Podél východního břehu Aragvi se tyčí do výše Kartlijský hřbet, který se táhne od Tbilisi až po Velký Kavkaz. Klima v kraji je převážně alpinské, v níže položených oblastech na jihu kraje je spíše mírné.

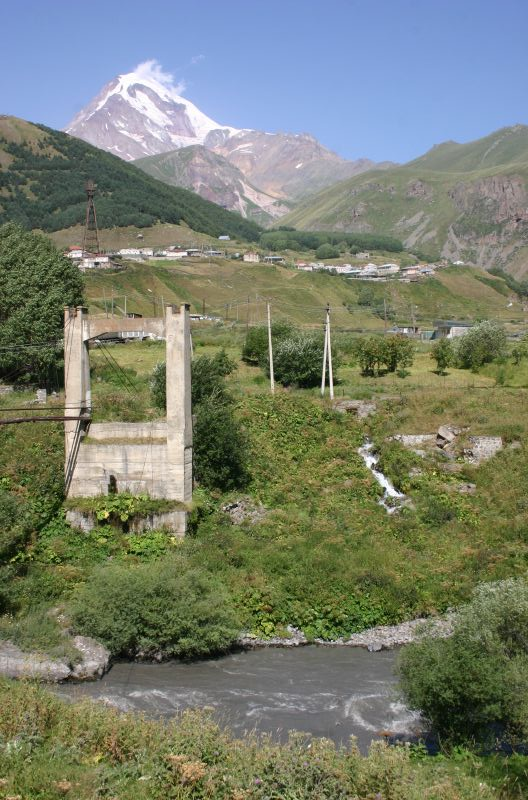
Nejvyšší hora kraje Kazbek tyčící se nad městečkem Kazbegi, jímž protéká Těrek

Nejvyšší horou v kraji je vyhaslá sopka Kazbek, který se při hranicích s Ruskem tyčí nad městečkem Kazbegi. Poblíž východního úpatí hory se nachází Darialský průsmyk, jímž protéká řeka Těrek, která v Mcchetě-Mtianetii pramení nedaleko západního úpatí Kazbeku.
Darialským průsmykem, který má nadmořskou výšku více než 2 000 metrů nad mořem, je také vedena Gruzínská vojenská cesta, která je jednou ze dvou jediných pozemních komunikací spojujících Gruzii s Ruskem. Je vedena z Tbilisi až do Vladikavkazu.

## Hospodářství
Mccheta-Mtianetie je převážně zemědělský kraj. V níže položených oblastech v okolí Mcchety se pěstuje nejvíce ovoce a zelenina. Se stoupající nadmořskou výškou se zemědělci zaměřují spíše na chov hospodářských zvířat. Průmysl je v kraji minimální a je soustředěn pouze v Mcchetě a Dušeti.
Důležitý je i turistický ruch. V regionu bylo vybudováno nejvýznamnější gruzínské středisko zimních sportů Gudauri, které se nachází poblíž gruzínské vojenské cesty. Podél ní jsou dostupné i mnohé historické památky. V krajském městě Mccheta jsou ty nejvýznamnější, jež jsou zapsány v seznamu světového dědictví UNESCO. Kousek od Mcchety se nachází pozdně středověký hrad Ananuri a klášter Džvari z konce 6. století. Nedaleko Kazbeku ve výšce 2 170 metrů nad mořem je k vidění kostel Nejsvětější Trojice ze 14. století, zvaný též Cminda Sameba.

## Administrativní členění
Region Mccheta-Mtianetie se dále dělí na 5 municipalit (obcí).
- Municipalita Dušeti (správní centrum Dušeti)
- Municipalita Tianeti (správní centrum Tianeti)
- Municipalita Mccheta (správní centrum Mccheta)
- Municipalita Kazbegi (správní centrum Kazbegi)
- Municipalita Achalgori (správní centrum Achalgori)[p 1]